# Anne Jensen
Anne Jensen, född 21 november 1950, är en dansk skådespelerska. Hon utbildades vid Aarhus Teater. Hon är mest känd för rollen som tjänsteflickan Gudrun i tv-serien Matador. Hon är inte längre aktiv inom skådespeleri.

## Filmer
- Matador (1978-1981)
- Krigsdøtre (1981)
- Kald mig Liva (1992)